# Ibis géant
Pseudibis gigantea
Espèce
Statut de conservation UICN

 CR A2cd+3cd+4cd;C2a(i) : 
En danger critique
Synonymes
- Thaumatibis gigantea

L'Ibis géant (Pseudibis gigantea) est une espèce d'oiseaux de la famille des threskiornithidés.

## Morphologie
Il s'agit d'un oiseau de grande taille : 1 m à 1,05 m de haut.

## Aire de répartition
Cet oiseau peuple le centre et le nord du Cambodge, le sud du Laos et l'extrême sud-ouest du Vietnam. Historiquement, on le trouvait également dans le centre et le sud de la Thaïlande, d'où il a probablement disparu.

## Habitat
Régions basses et humides, boisées ou non. Les régions humides du Cambodge semblent ses derniers retranchements

## Comportement

### Alimentation
Se nourrit de crustacés, amphibiens et reptiles.

### Reproduction
Mal connue, bien qu'on pense qu'il niche dans les arbres.

## Statut
Menacé par la destruction de son habitat, les dérangements divers et la chasse. Il ne subsisterait qu'une cinquantaine d'individus.

## L'animal et l'homme

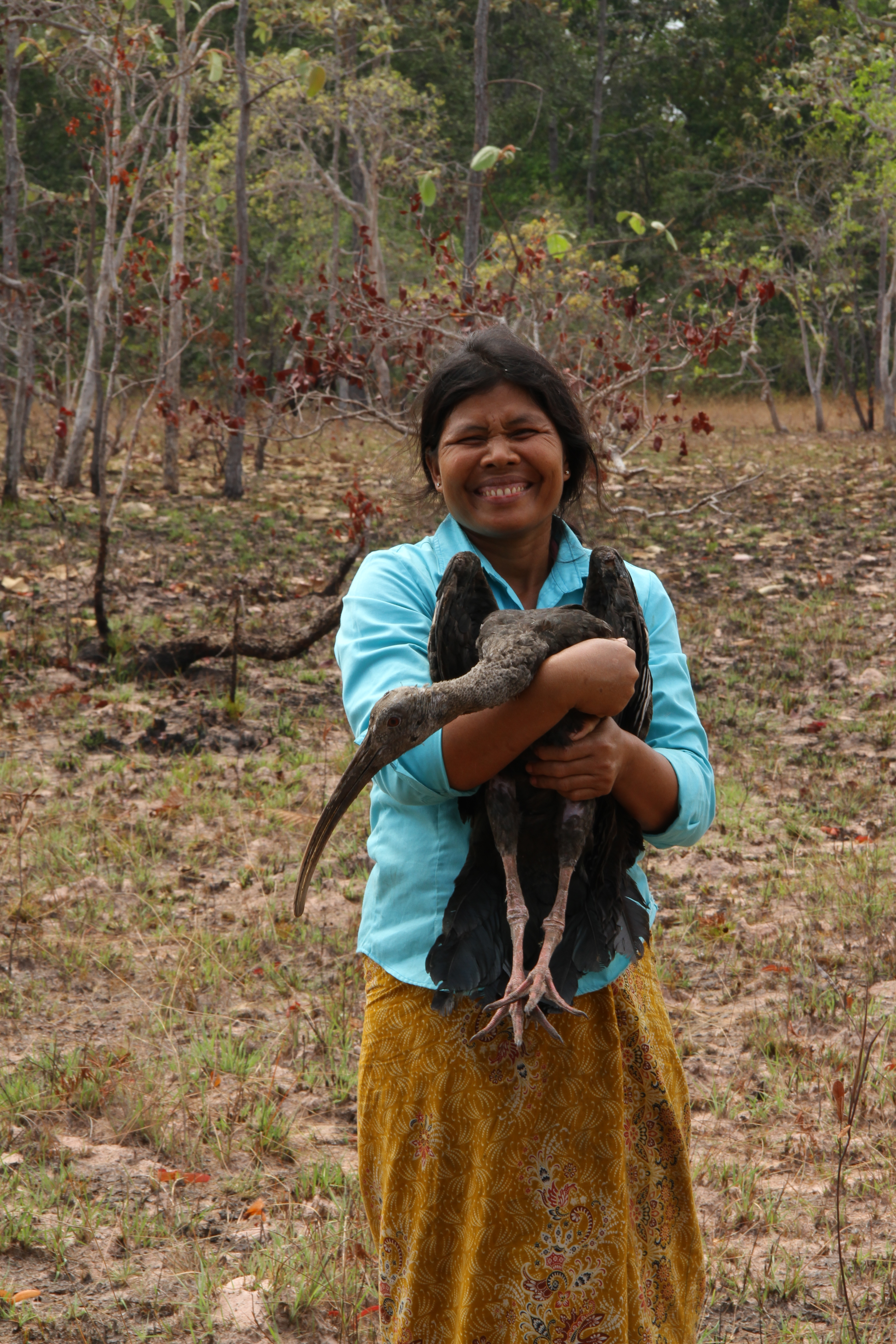

### Philatélie
Cet oiseau a été figuré sur un timbre du Cambodge (2005, 1200 r.)

## Sources
- Collar, Crosby et Stattersfield, Birds to watch II - The world list of threatened birds, 1994, p. 45.